# Папивино
Папивино — деревня в городском округе Клин Московской области России.
Расположена в центральной части округа, в 2 км от западной окраины города Клина, у истоков реки Липни, высота центра — 149 м над уровнем моря. Ближайшие населённые пункты — Полуханово на востоке, Борисово на юге и Ильино на юго-востоке.
Ранее деревня называлась Голяди и её прежнее название было связано с племенем голядь, представители которого в 1-м тысячелетии жили на территории современного Подмосковья. В 1960-е годы деревню переименовали в Папивино в честь уроженца тех мест, Героя Советского Союза, лётчика Николая Папивина.
С 1994 по 2006 год деревня входила в состав Ямуговского сельского округа, с 2006 по 2017 год — в состав городского поселения Клин Клинского района.

## Население
| 1852 | 1859 | 1890 | 1899 | 1926 | 2002 | 2006 |
| ---- | ---- | ---- | ---- | ---- | ---- | ---- |
| 361  | ↗365 | ↗597 | ↗628 | ↘523 | ↘137 | ↘124 |
| 2010 |      |      |      |      |      |      |
| ↗154 |      |      |      |      |      |      |